# Andre Hines
Andre Pierre Hines (Oakland, 28 febbraio 1958) è un ex giocatore di football americano statunitense che ha militato nel ruolo di offensive tackle nella National Football League (NFL).

## Carriera
Hines fu scelto dai Seattle Seahawks nel corso del secondo giro (44º assoluto) del Draft NFL 1980. Con essi disputò l'unica stagione professionistica scendendo in campo in 9 partite, nessuna delle quali come titolare.